# Balma de Son Matge
La balma de Son Matge és un abric rocós situat a l'Estret de Valldemossa, a la possessió homònima, al terme municipal de Valldemossa (Mallorca) on s'han trobat restes d'ocupació humana entre el V mil·lenni abans de crist i el I mil·lenni abans de Crist. Fou descobert com a jaciment arqueològic el 1968 per William Waldren i excavat per ell mateix i per Guillem Rosselló Bordoy. És el testimoni més antic del poblament humà de les Illes Balears. A l'abric s'hi troben restes que pareixen indicar un assaig de domesticació de Myotragus balearicus. El 9 de febrer de 2005, l'abric rocós es va veure greument afectat per un esllavissament de terres que va fer caure tones de pedra sobre el jaciment.